# 台灣計程車

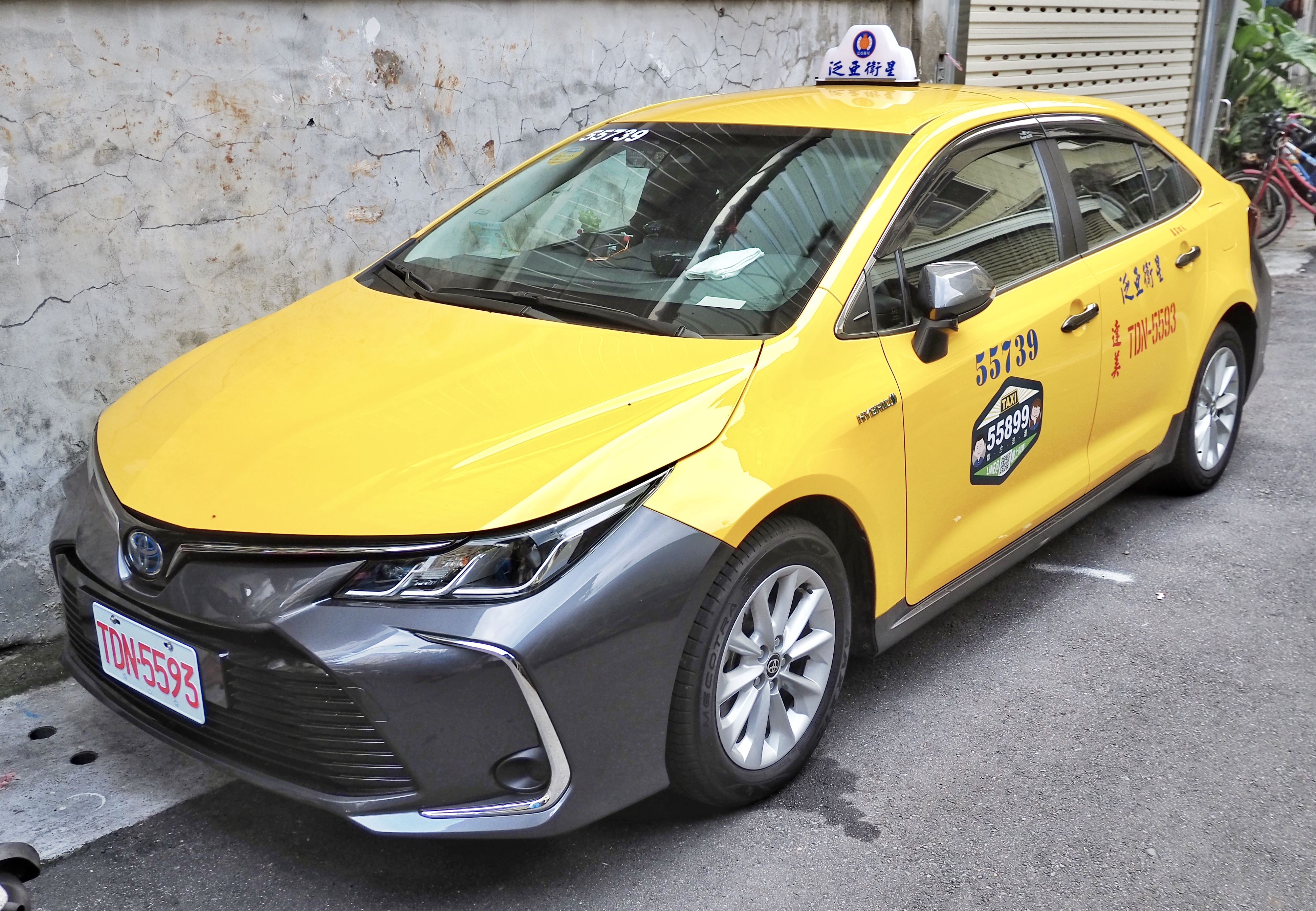
台灣的計程車

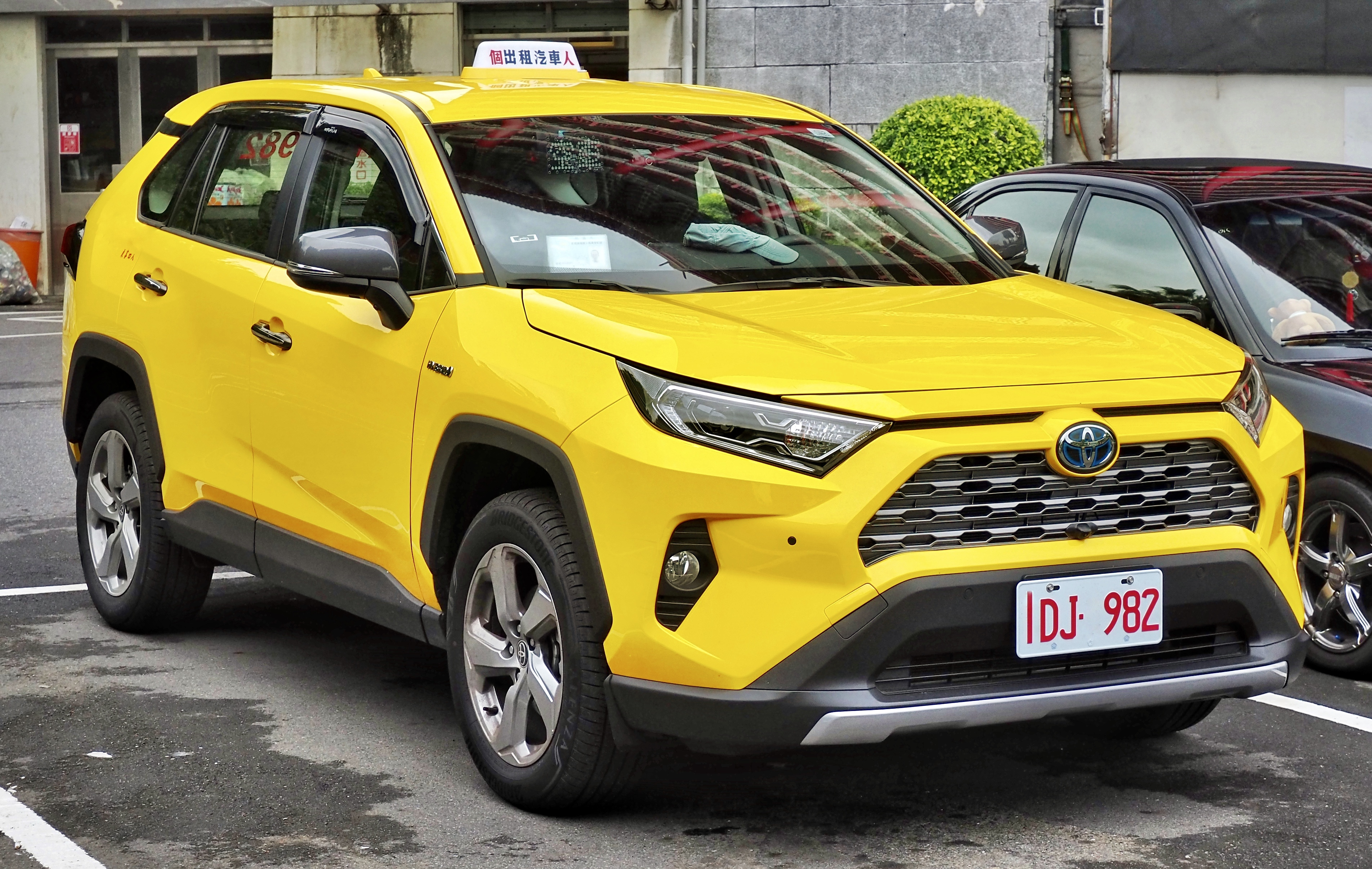
台灣的SUV計程車

台灣計程車，即指台灣的，早期運行的計程車並沒有規定車身顏色，在路上運行的以藍色、紅色車身為主。自1991年起車身一律漆為黃色，並懸掛白底紅字車牌，車頂置「個人」、「TAXI」或「出租汽車」字樣的燈箱，亦被民眾暱稱為「小黃」，一般來說可乘載的乘客數僅限四個人，也有七人及九人座位的計程車。
依據中華民國交通部汽車運輸業管理規則，第九十一條規定營業小客車應使用四門轎車，而其四門轎車之認定，係轎車車身左右兩側各具有兩車門，合計為四車門可供乘客上下車之用（第五門倘為行李蓋設計，非供客上下車之用，實質仍視為四門），另車身式樣於出廠型式認證登記為轎式小客車。車款應符合前開規定，方可申請作為營業小客車。
交通部因應近年來台自由行國際觀光客增加，一般計程車常因無法裝載大型行李，導致錯失旅客選擇搭乘的機會，再加上消費者搭乘計程車車型有選擇上的偏好。交通部審慎評估後，認為可適度放寬計程車車型限制，因此進行修正，發出公告「汽車運輸業管理規則」第91條修正，新規自2017年9月1日起正式上路，因此豐田Wish路上能見度，已經不常見。
因應Uber等新型態叫車服務與傳統計程車的競爭及適法性問題，中華民國政府於2016年修改《汽車運輸業管理規則》，導入「多元化計程車」制度。多元化計程車的駕駛員仍需取得職業小客車駕駛執照及計程車執業登記證，使用的車輛可為黃色以外的顏色，與傳統計程車一樣領用白底紅字的車牌，但只能透過APP叫車，不得在路上排班、攬客。
由於經濟發展成熟，近來開始有企業以經營品牌的模式，整合行銷計程車車隊的專業素質與服務形象，經由無線電或衛星定位方式派遣計程車的措施，既顧及客戶服務、乘車安全，也增加計程車司機的收入；最主要是在顧客服務品質部分，經由訂立嚴格的計程車司機自我管理的辦法，使執業輔導、維護就業權益和素質提昇方面同時並行，最終提高全體業績和員工士氣。目前，大都會衛星車隊在大台北地區有3000輛計程車已可使用悠遊卡付費功能，在貼有悠遊卡標誌的計程車上，乘客可使用悠遊卡來付費。又為民眾與商務旅客便利著想，許多計程車合作社已規劃信用卡的付費方式。

## 歷史
1991年起，臺灣計程車的車身一律採用黃色塗裝，並懸掛白底紅字車牌，車頂置「個人」、「TAXI」或「出租汽車」字樣的燈箱，因此被民眾暱稱為「小黃」。
1996年起，交通部開放了成立計程車合作社、設立招呼站，以改善靠行制度的弊端。
依據2003年7月25日交通部交路字第0920045753號函示：汽車運輸業管理規則第九十一條規定營業小客車應使用四門轎車，而其四門轎車之認定，係轎車車身左右兩側各具有兩車門，合計為四車門可供乘客上下車之用（第五門倘為行李蓋設計，非供客上下車之用，實質仍視為四門），另車身式樣於出廠型式認證登記為轎式小客車。車款應符合前開規定，方可申請作為營業小客車。
交通部因應近年來台自由行國際觀光客增加，一般計程車常因無法裝載大型行李，導致錯失旅客選擇搭乘的機會，再加上消費者搭乘計程車車型有選擇上的偏好。交通部審慎評估後，認為可適度放寬計程車車型限制，因此進行修正，發出公告「汽車運輸業管理規則」第91條修正，新規自2017年9月1日起正式上路，因此豐田Wish路上能見度，已經不常見。

## 入行門檻
台灣計程車需配合中華民國交通部「靠行制度」。
其目的是中華民國交通部透過靠行車行來負責牌號管理、車輛及司機、把關乘客搭乘安全，需先考取職業小型車的駕駛執照後，再考取各縣市政府警察局交通警察大隊（交通警察隊）、計程車執業登記證。
最後由靠行車行仲介取得車輛或自備車輛靠行方可執業成為計程車司機。
在一定條件符合交通部制訂、運輸業管理規則相關個人車行規範，才可申請成為「個人車行」。
早期靠行制度，在政府尚未全面性開放無線電、以致牌號居高不下，計程車司機入行繳納高額費用，致使車行剝削計程車司機的現象；近期由於臺北車站規劃予公車和計程車的路線不明朗，經常發生守規矩的計程車司機被不守規矩的計程車司機互相叫囂的事例。
台灣計程車在路邊相當容易攔截，一般計程車司機會靠邊慢速行駛，提供久候公車不至的旅客多一個選擇。
早期台灣曾引進日本日產Cedric車系，手排檔使用Column-mounted shifter，此車系已停止引進二十年以上，路面上見到的機會極低。
現今以豐田Corolla Altis、豐田RAV4、豐田Corolla Cross、豐田Wish、豐田Camry、豐田Sienta 佔使用高頻率最多，過去曾流行過豐田Corona、福特全壘打、日產Tiida、日產Sentra、裕隆速利、裕隆勝利、裕隆青鳥、三菱Lancer等車款。近年來不少可供使用輪椅乘客搭乘的福斯Caddy與福特九人座旅行家引進做為計程車。

## 收費方式

### 短途
台灣絕大多數計程車以里程數計費，但因地域差別，各縣市之計程車收費標準亦不相同。如同為直轄市的北高定價不一。以大台北地區為例，起跳里程1.25公里收費新台幣85元，續跳里程每0.2公里收費新台幣5元，延滯計時（時速每小時5公里以下累計60秒）收費新台幣5元。
2023年4月1日起台北市、新北市及基隆市同步調整計程車運價，計費基準基本里程調漲為1.25公里新台幣85元；續程跳表改為200公尺跳5元；延滯計時改為60秒跳5元。
絕大多數縣市實施夜間時段加成收費，一般而言大約增收20%價錢，各縣市夜間時段定義也不盡相同，以台北市為例，夜間定義為晚上11時至翌日早上6時，但台中市則為晚上10時至翌日早上6時。亦有全天實施夜間加成收費的縣市。開計程車後車廂置放行李之服務費及電話叫車服務費各縣市實施狀況亦不相同，收費者多以新台幣10元計費。由於費率由各縣市自主訂定，所以在特定節日或業者因應景氣循環而實施價格優惠，所以桃園、新竹與苗栗各地會有價差。屬大台中地區的彰化縣，有按表計費，也有應油價起落而固定收取如新台幣120元的方式（此限市區內；跨鄉鎮或跨縣市可能另需議價）。

### 長途式
除了按錶計費的收費標準外，遠程旅客也會以議價方式，由雙方協議價錢後達成運輸交易，但為避免惡意喊價收費，各縣市皆有「長途議價收費參考表」提供搭乘旅客參考。另外，於各地機場搭乘可能會加收排班費用（如自桃園國際機場出發，加收錶價15%、花蓮機場加收新台幣50元，臺北松山機場及高雄國際機場則不加收排班費用）。過路費部份，若以計程收費，多由乘客額外負擔各公路過路費；若以議價收費，多已包含於議價價錢內。

### 觀光地區
觀光盛行的地區另實施較高的費率，如淡水、瑞芳、烏來、合歡山、大鵬灣、墾丁地區等。部份觀光地區的計程車司機亦提供包含導覽名勝古蹟的全日型租賃服務（詳情仍以車行或觀光導引手冊的說明為要）。
在部分區域也盛行計程車共乘，讓車上同行乘客均分車資。這些地方可能是旅客急需赴目的地、公車路線較少、尚未開放大客車行駛或公車人數過多。如台北至陽明山、宜蘭、基隆、桃園，台中至埔里、中橫、玉山口等地。夜間時，鐵路及車站也常有計程車司機招攬欲前往同一目的地的乘客共乘。

### 春節
中華民國交通部為體恤計程車司機、春節辛勞
授權各地縣市政府、依公路法第43條、做運價公告暫時調整。
先由各地計程車工會交附、提出春節加成收費調整、再交由各地縣市政府、依據中華民國交通部公路法第43條審議後。
公吿台灣地區、澎湖、金門及馬祖 各地計程車。
實施春節（農曆年）加成收費，已經成慣例。
例如：
基隆市、臺北市、新北市為共同生活圈
其春節期間均以白天為夜間標準收費，夜間以夜間標準收費（加新台幣30元）。
- 基隆市、臺北市、新北市 春節期間不分白及夜間均標準收費（加新台幣30元）。
- 桃園市：春節期間不分白及夜間均標準收費（加新台幣50元）。
- 新竹縣市：春節期間的白天標準收費130元， 夜間標準收費155元（加價30%）。
- 苗栗縣：春節期間的白天標準收費130元， 夜間標準收費155元（加價30%）。
- 台中市：春節期間不分白及夜間均標準收費（加新台幣50元）。
- 彰化縣：春節期間不分白及夜間均標準收費（加新台幣100元）。
- 臺南市：小除夕至初五，除分別依平常日之日、夜間運價（夜間23時至凌晨6時加2成）計費外，全天候將按錶再加收50元[18]。

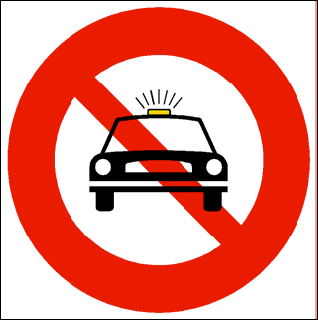
中華民國禁止標誌禁7：禁止空計程車進入

## 法規規範
1. 根據道路交通管理處罰條例規定不論前後座乘客，都應繫上安全帶。乘客如果不繫上，計程車可以拒載。[19]。
2. 可以請計程車司機開立收據。
3. 白牌計程車：為私家車或計程車行非計程車之車輛違法招攬客人，司機多僅持有一般駕照，並未持有職業駕照，跨越計程車客運載客業務。

## 安全
台灣計程車司機入門最低需考取職業小型車駕照、需年滿18歲考得普通小型車駕照後，並於年滿20歲親赴各縣市政府監理單位、辦理術科曲線進退(S型)、曲巷調頭，普通小型車駕照為自排者須增加換檔穩定測試。
術科通過後、再辦理學科機械常識、就具備基礎專業道路駕駛及車輛維修的觀念，能保障乘客及司機有一定基本安全。
但事實上台灣部分計程車司機毫無素質可言，許多行車糾紛與計程車有關，甚至時常發生計程車逼車攔停其他汽機車的事件。

### 台北市計程車營運現況
臺北市計程車營運現況，根據2015年7月底的統計，臺灣計程車數量最多的地方是臺北市，一共有2萬9,344輛，比1995年開放計程車運輸合作社申請後的3萬9千多輛減少。
而根據2015年的調查報告，臺北市的計程車駕駛平均一個月工作26-27天，每天工作時數為10.46個小時，空車時間約佔2.32個小時，平均每天載客13.79趟，里程為148.62公里，平均每天駕駛人營收2,218元。
為了提升計程車服務品質，降低空車率，臺北市政府交通局規劃在交通據點設置計程車招呼站，至2008年9月底已經設置165處。另外對於即將興建的大型基地或場站，臺北市政府也要求將計程車招呼站內部化。

## 圖片集

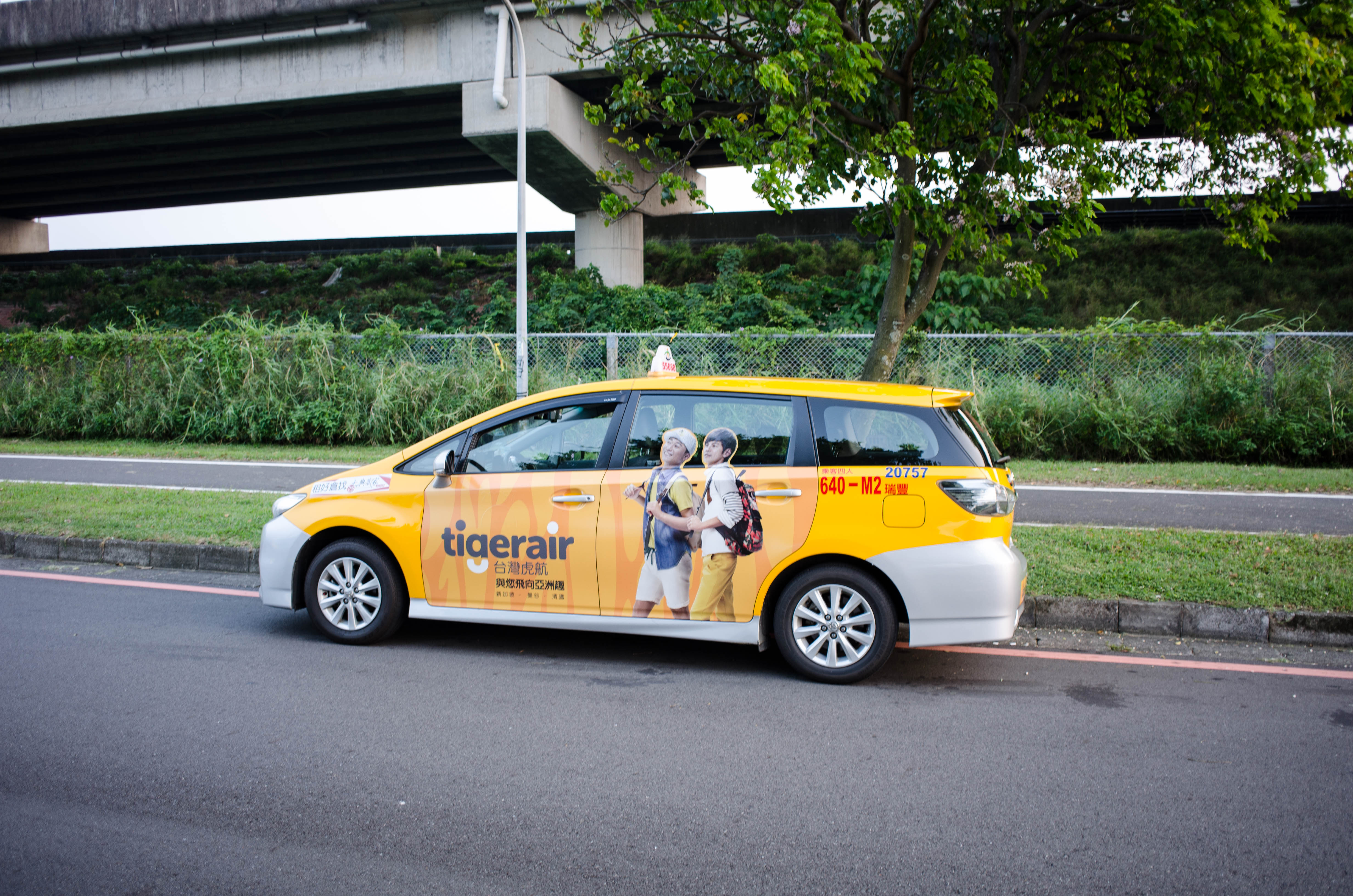
車身貼上台灣虎航廣告的台灣大車隊豐田Wish（二代）計程車
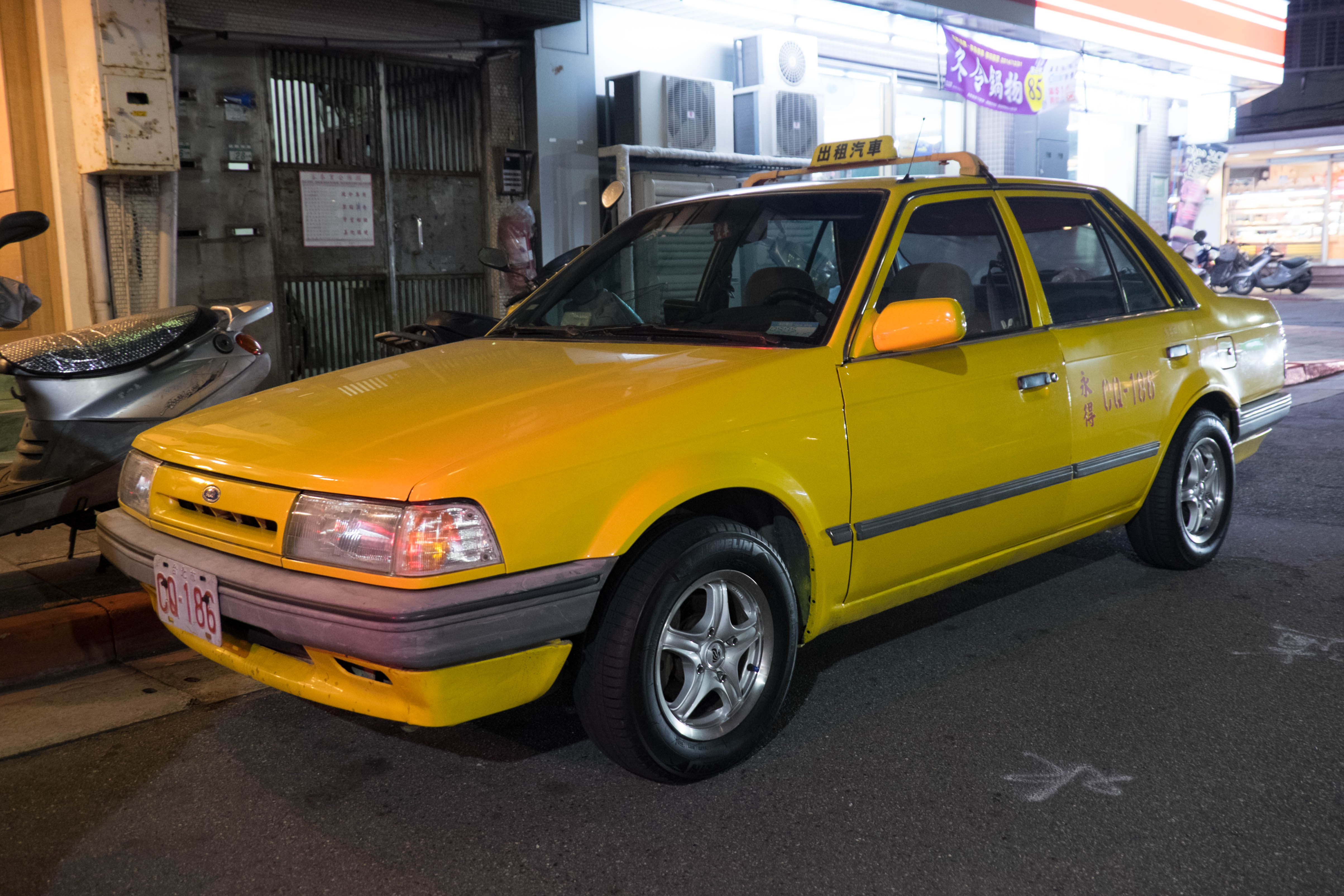
停放巷道的福特六和全壘打計程車
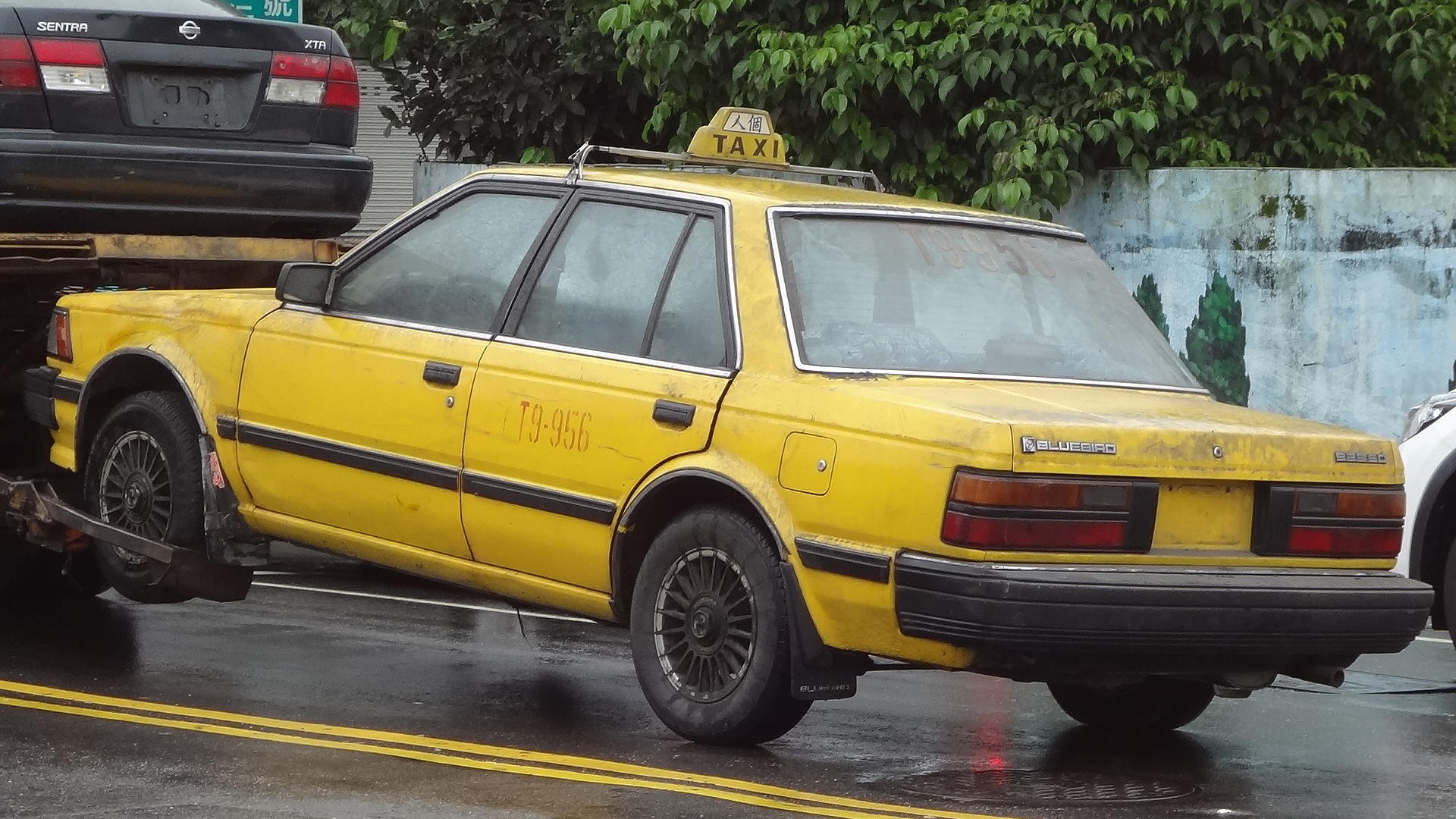
一輛已拆牌的裕隆青鳥923SD計程車

## 競爭
- 多元計程車：優步一種類似計程車的企業服務。它源自於美國舊金山，在全世界超過200個城市提供服務，利用手機應用程式讓乘客能與司機聯絡，以提供呼叫出租車、實時共乘、及共同分攤車資的服務。在台灣提供兩種選擇Uber BLACK費率約為普通計程車的1.5倍，標榜以豪華型轎車提供服務，車型通常是梅賽德斯-奔馳S級、BMW 7系列、凌志LS，司機多為租賃車司機。另一種為Uber X，收費接近普通計程車，提供車型為一般中大型房車。其他業者還有Line Taxi、Yoxi等。而傳統車隊公司如大都會衛星車隊、台灣大車隊等也有兼營此業務。

## 車隊
- 台灣大車隊
- 大都會衛星車隊
- Uber
- 中華衛星大車隊
- 皇冠大車隊
- Line GO（LINE）
- Yoxi（和泰汽車）

## 相關事件
- 1995年臺灣計程車暴動事件
- 計程車服務站

## 影視文化
在2014年上映電影《露西》（Lucy）中，演員邢峰表示劇組本來想拍台灣計程車追逐戲碼，後因有大批媒體包圍而作罷。

## 外部連結
- 台灣各縣市計程車費率計算機(Taiwan taxi fare calculator) （页面存档备份，存于）
- 無菸台灣6千運將率先響應 （页面存档备份，存于）
- 綠色運輸之計程車議題
- 計程車 台灣環境資訊協會－環境資訊中心 （页面存档备份，存于）
- Nissan Cedric (裕隆803)